# Rafflesiengewächse
Die Rafflesiengewächse (Rafflesiaceae) sind eine Pflanzenfamilie innerhalb der Ordnung der Malpighienartigen (Malpighiales). Die drei Gattungen mit etwa 20 Arten kommen vom südlichen China über Assam, Bhutan, Thailand bis auf den westlichen Inseln des Malaiischen Archipels vor. Die Riesenrafflesie (Rafflesia arnoldii) hat die größten Blüten aller Blütenpflanzen weltweit.

## Beschreibung und Ökologie
Es handelt sich um Wurzel- oder Sprossparasiten ohne Chlorophyll, mit fehlenden oder reduzierten Wurzeln und Blättern. Diese Holoparasiten parasitieren an Arten der Familie der Weinrebengewächse (Vitaceae).
Die radiärsymmetrischen Blüten können in Blütenständen zusammengefasst sein oder einzeln stehen. Bei manchen Arten sind Hochblätter in der Umgebung der Blüten vorhanden. Die Blüten haben Durchmesser von 8 cm bei Rhizanthes und bis zu über 1 Meter bei Rafflesia arnoldii. Die verwachsenen Blütenhüllblätter enden fünflappig bei Rafflesia, zehnlappig bei Sapria und bis zu 16-lappig bei Rhizanthes. Außer bei Rhizanthes sind die Blüten eingeschlechtig. Die Pflanzen der anderen Gattungen sind einhäusig (monözisch) oder zweihäusig (diözisch) getrenntgeschlechtig. In der männlichen Blüte sind 12 bis 40 Staubblätter vorhanden. Bei den weiblichen Blüten sind vier bis acht Fruchtblätter zu einem unterständigen Fruchtknoten verwachsen; der Stempel ist sehr kurz. Die Bestäubung erfolgt durch Fliegen.
Von der Befruchtung bis zur Reife der schwärzlich-braunen Beere dauert es bei Rafflesia sechs bis acht Monate. Die Beeren enthalten viele kleine Samen. Echte Schönhörnchen (Callosciurus) und Arten von Eigentlichen Spitzhörnchen (Tupaia) wurden dabei beobachtet, dass sie die Beeren von Rafflesia-Arten fressen und dann die Samen verbreiten. Viele Tierarten (z. B. Asiatischer Elefant und Tapir) werden diskutiert, dass sie epizoochorisch zur Verbreitung beitragen.

## Systematik
Da die Pflanzen außer den Blüten keine Organe haben, die eine vergleichende Betrachtung zulassen, war die systematische Stellung der kleinen Pflanzenfamilie der Rafflesiaceae bisher unklar. Neue DNA-Analysen haben nun ergeben, dass Rafflesia und seine Verwandten an der Basis des Stammbaums der bisherigen Wolfsmilchgewächse (Euphorbiaceae) in diesen eingebettet sind. Als Reaktion darauf wurde die Abtrennung der Peraceae von den Wolfsmilchgewächsen vorgeschlagen, was zur Folge hat, dass die übrigen Wolfsmilchgewächse einerseits monophyletisch bleiben und andererseits bezüglich der Anatomie der Frucht und der Samenschale einheitlicher werden. Die Verwandtschaftsverhältnisse lassen sich durch das nachfolgende Kladogramm illustrieren:
|  | \| \| Rafflesia \| \| \| \| \| \| Rhizanthes \| \| \| \| |
|  |                                                          |
|  | Sapria                                                   |
|  |                                                          |
|  | Rafflesia                                                |
|  |                                                          |
|  | Rhizanthes                                               |
|  |                                                          |

|  | Rafflesia  |
|  |            |
|  | Rhizanthes |
|  |            |

|  | \| \| Rafflesia \| \| \| \| \| \| Rhizanthes \| \| \| \| |
|  |                                                          |
|  | Sapria                                                   |
|  |                                                          |
|  | Rafflesia                                                |
|  |                                                          |
|  | Rhizanthes                                               |
|  |                                                          |

|  | Rafflesia  |
|  |            |
|  | Rhizanthes |
|  |            |

|  | \| \| Rafflesia \| \| \| \| \| \| Rhizanthes \| \| \| \| |
|  |                                                          |
|  | Sapria                                                   |
|  |                                                          |
|  | Rafflesia                                                |
|  |                                                          |
|  | Rhizanthes                                               |
|  |                                                          |

|  | Rafflesia  |
|  |            |
|  | Rhizanthes |
|  |            |

|  | \| \| Rafflesia \| \| \| \| \| \| Rhizanthes \| \| \| \| |
|  |                                                          |
|  | Sapria                                                   |
|  |                                                          |
|  | Rafflesia                                                |
|  |                                                          |
|  | Rhizanthes                                               |
|  |                                                          |

|  | Rafflesia  |
|  |            |
|  | Rhizanthes |
|  |            |

Das Forschungsergebnis ist deshalb so überraschend, da im deutlichen Gegensatz zu den Rafflesiengewächsen bei den Wolfsmilchgewächsen eine Tendenz zur Verkleinerung der Blüten zu beobachten ist, die in der Gattung Euphorbia mit winzigen, einzelnen nackten Staubfäden und einzelnen nackten Fruchtknoten ein Extrem erreicht.
In der Familie der Rafflesiaceae gibt es drei (bis acht) Gattungen mit bis zu 27 Arten:
- Rafflesia R.Br.: Die 14 bis 20 Arten sind in Südostasien verbreitet.
- Rhizanthes Dumort.: Die zwei bis vier Arten gedeihen in tropischen Wäldern in Süd- und Südostasien:
  - Rhizanthes deceptor Bänziger & B.Hansen: Sumatra
  - Rhizanthes infanticida Bänziger & B.Hansen: Thailand, Malaysia, Sumatra
  - Rhizanthes lowii (Becc.) Harms: Malaiische Halbinsel.[4]
  - Rhizanthes zippelii (Blume) Spach: Java
- Sapria Griff.: Die etwa drei Arten sind vom nordöstlichen Indien über Myanmar, Thailand, Kambodscha und Vietnam bis zum südöstlichen Tibet sowie südlichen Yunnan verbreitet.